# Zhang Jingsong
Zhang Jingsong (2 de setembro de 1973) é um basquetebolista profissional chinês.

## Carreira
Zhang Jingsong integrou a Seleção Chinesa de Basquetebol em Atenas 2004, terminando na oitava posição.